# Yagan
Cet article concerne la langue yagan. Pour le peuple yagan, voir Yagans.
Le yagan (ou yahgan, yaghan, yamana) est une langue amérindienne  parlée par le peuple yagan au Chili, en Terre de Feu et autrefois en Argentine jusqu'au sud de la Patagonie. Le yagan est une langue isolée.
La langue est éteinte après la mort de sa dernière locutrice le 16 février 2022.

## Écriture
Un alphabet basé sur l’alphabet phonotypique a été développé et utilise au XIXe siècle par Thomas Bridges.
Un alphabet latin est utilisé par l’Université du Chili
| A | Æ | CH | E | Ö | F | H | I | J | K | L | M | N | O | P | R | RH | S | Š | T | U | W | X |
| a | æ | ch | e | ö | f | h | i | j | k | l | m | n | o | p | r | rh | s | š | t | u | w | x |

## Phonologie

### Voyelles
|         | Antérieure | Centrale | Postérieure |
| ------- | ---------- | -------- | ----------- |
| Fermée  | i [i]      |          | u [u]       |
| Moyenne | e [e]      | ə [ə]    | o [o]       |
| Ouverte | æ [æ]      | a [a]    |             |

### Consonnes
|               |               | Bilabiale | Dentale | Latérale | Rétroflexe | Palatale | Vélaire | Glottale |
| ------------- | ------------- | --------- | ------- | -------- | ---------- | -------- | ------- | -------- |
| Occlusives    | Occlusives    | p [pʰ]    | t [tʰ]  |          |            |          | k [kʰ]  | ʾ [ʔ]    |
| Fricatives    | Fricatives    | f [ɸ]     | s [s]   | sh [ʃ]   |            |          | x [x]   | h [h]    |
| Affriquées    | Affriquées    |           |         |          | tr [t͡ʂ]    | ch [t͡ʃ]  |         |          |
| Nasales       | Nasales       | m [m]     | n [n]   |          |            |          |         |          |
| Liquides      | Liquides      |           | r [r]   | l [l]    | rh [ɽ]     |          |         |          |
| Semi-voyelles | Semi-voyelles | w [w]     |         |          |            | j [j]    |         |          |

### Allophones
La phonologie du yagan connaît de nombreux allophones :
Les occlusives, à l'exception du coup de glotte, sont réalisées aspirées :
- páka [ˈpʰakʰa] - sec
- xátush [ˈxatʰuʃ] - os
- makú [maˈkʰu] - fils

Elles sont palatalisées devant /i/ /æ/ et /e/ :
- peikir [pʰeikʲir] - araignée
- ushkǽkin [uˈʃkʲækʲin] - orteils

Les fricatives ont des réalisations différentes : /s/ en position finale tend vers une rétroflexe, /x/ dans le même environnement est [ç], /f/ , en contact avec /o/ et /u/ alterne avec [ɸ].
- jexáus [jeˈxauʂ] - moule chilienne (es)
- xǽx [ˈxæç] - œuf
- kúfu [ˈkʰufu] ~ [ˈkʰuɸu] - nombril